# Dźwierzuty (plaats)
Dźwierzuty (Duits: Mensguth) is een dorp in de Poolse woiwodschap Ermland-Mazurië. De plaats maakt deel uit van de gemeente Dźwierzuty en telt 1380 inwoners.